# Arvo Aaltonen
Arvo Ossian Aaltonen (Pori, 2 dicembre 1892 – Pori, 17 giugno 1949) è stato un nuotatore finlandese.
Specializzato nella rana, ha vinto due medaglie di bronzo olimpiche ad Anversa 1920.

## Palmarès
Giochi olimpici
- Bronzo a Anversa 1920 nei 200 metri rana
- Bronzo a Anversa 1920 nei 400 metri rana